# 賀茂郡 (播磨国)
賀茂郡（かもぐん・かものこおり）は、播磨国にあった郡。
郡域は現在の小野市・加西市・加東市および西脇市・多可郡多可町の各一部にあたる。
後に加東郡と加西郡に分かれた。